# Mãnh Động
Mãnh Động (tiếng Trungː 猛硐), còn gọi là Mường Động (chữ Hánː 芒硐) hay Mang Động, là một hương người dân tộc Dao của huyện Ma Lật Pha châu Văn Sơn tỉnh Vân Nam Trung Quốc. Mãnh Động là hương biên giới tiếp giáp với tỉnh Hà Giang của Việt Nam. trước năm 1887, Mãnh Động thuộc lãnh thổ Việt Nam, nguyên là phần đất thuộc xã Phấn Vũ (粉武, là một phần của vủng mỏ khoáng sản đồng, thiếc, chì Tụ Long) tổng Phương Độ huyện Vị Xuyên (từ năm 1835 thuộc huyện Vĩnh Tuy) tỉnh Tuyên Quang (những năm cuối cùng là phần còn lại của Phấn Vũ tỉnh Hà Giang Việt Nam). Sau các hiệp ước Pháp – Thanh năm 1887 và năm 1895, Mãnh Động bị Pháp dần chuyển nhượng cho nhà Thanh Trung Quốc và hoàn toàn thuộc lãnh thổ Trung Quốc từ năm 1895.

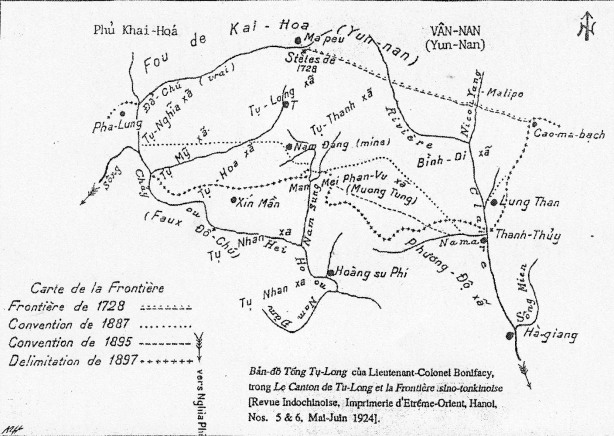
Biên giới Việt Nam - Trung quốc thay đổi sau các công ước Pháp Thanh, làm Việt Nam mất dần vùng đất Tụ Long, Mường Động (Phấn Vũ), Bình Di.

Cùng toàn bộ vùng mỏ Tụ Long và nửa già phía tây của tỉnh Hà Giang ngày nay (xưa đều là châu Bình Nguyên, từ sau thời nhà Lê sơ châu Bình Nguyên được đổi thành châu Vị Xuyên), Mãnh Động sáp nhập vào lãnh thổ Việt Nam từ thời nhà Lý năm 1015, sau cuộc xung đột biên giới 1013-1015, giữa Đại Cồ Việt với Vương quốc Đại Lý và chư hầu. Năm Ất Mão niên hiệu Thuận Thiên 6 (1015), Lý Thái Tổ ban chiếu chỉ cho Dực Thánh Vương và Vũ Đức Vương đi đánh và thu phục được các châu Đô Kim, Vị Long, Thường Tân, Bình Nguyên và bắt giết được thủ lĩnh Hà Trác Tuấn. Các vùng này hoàn toàn không phải là những lãnh thổ nhà Tống Trung Quốc lúc đó.
Mãnh Động tiếp giáp trấn Đô Long huyện Mã Quan ở phía tây nam, trấn Thiên Bảo cùng huyện Ma Lât Pha ở phía tây bắc, phía bắc và phía đông bắc. Phía nam và đông nam là biên giới với Việt Namː phía nam tiếp giáp các xã Thàng Tín, Pố Lồ và Thèn Chu Phìn của huyện Hoàng Su Phì, phía đông nam là các xã Lao Chải, Xín Chải, Thanh Đức và xã Thanh Thủy của huyện Vị Xuyên tỉnh Hà Giang. Mãnh Động hiện gồm các thôn: Lão Đào Bình (老陶坪村), Đồng Tháp (铜塔村), Bá Tử (坝子村), Mãnh Động (猛硐村), Côn Lão (昆老村).
Theo Kiến văn tiểu lục của Lê Quý Đônː đường cái quan từ đông sang tây xuyên qua xã Phấn Vũ châu Vị Xuyên thời nhà Lê trung hưng, đi sang xã Tụ Long lần lượt ngang qua các làng đều thuộc Phấn Vũ sauː làng Bắc Bảo (nay là thôn Thiên Bảo của trấn Thiên Bảo), làng Na Dị (nay khoảng thôn Đồng Tháp hương Mãnh Động), làng Thác Thi (nay khoảng thôn Bá Tử hương Mãnh Động), làng Mang Động (nay là thôn Mãnh Động), làng Nậm Lộng và làng Bản Chắt (nay khoảng thôn Côn Lão hương Mãnh Động) tiếp giáp địa phận xã Tụ Long.
Trong suốt cuộc Xung đột Việt–Trung 1979–1991, hương Mãnh Động là điểm nóng xung đột kéo dài nhất và ác liệt nhất giữa Việt Nam và Trung Quốc. Phần đường biên của Mãnh Động tiếp giáp với huyện Vị Xuyên là một phần của tuyến mặt trận Vị Xuyên 1984-1987 với (điểm cao ác liệt là núi đất Lão Sơn (老山) 1509m, ở thôn Đồng Tháp).